# كاربوتاميد
كاربوتاميد هو دواء خافض لسكر الدم من مجموعة السلفونيليوريا ومن الجيل الأول. طورته سرفير.